# Gaucheretpark
Het Gaucheretpark (Frans: Parc Gaucheret) is een Brussels park dat is gelegen net ten noorden van de Noordruimte in de gemeente Schaarbeek. Het park ligt aan de Gaucheretstraat tussen de Rogierstraat en het Gaucheretplein, nabij het Noordstation. Het ontleent zijn naam aan François Gaucheret, een grootgrondbezitter uit de achttiende eeuw.
Het park is aangelegd tussen 1999 en 2001 op een terrein dat al meer dan 30 jaar braak lag als gevolg van de sloop van de Noordwijk in de jaren zestig. Het werd aangelegd om de sociale cohesie in de Gaucheretbuurt, die verloren was gegaan, te versterken. 
Het park heeft veel beton en steen, zodat het goed past in het sterk verstedelijkte landschap dat het park omringt. In het park bevinden zich twee speelpleinen, een grote ludieke fontein en golvende grasvelden.